# Парламент Ирландии
Парламент Ирландии, Эряхтас (ирл. Oireachtas) — высший представительный и законодательный орган Ирландской республики. В состав Эряхтаса входят:
- Президент Ирландии.
- Две палаты парламента (ирл. Tithe an Oireachtais):
  - Дойл Эрен (нижняя палата);
  - Сенат Эрен (верхняя палата).

Резиденция парламента находится в Ленстер-хаус в Дублине. Эряхтас насчитывает 220 депутатов, из которых 60 — сенаторы, а 160 — «Тяхта Дала» (ирл. Teachta Dála), депутаты нижней палаты.

## Устройство
Ирландия является парламентской демократией. Национальный парламент (Эряхтас) состоит из Президента и двух палат: Палаты Представителей (Дойл Эрен) и Сената (Сенат Эрен), чьи функции и полномочия вытекают из Конституции Ирландии принятой в результате плебисцита 1 июля 1937 года. Палаты парламента находятся во дворце Ленстер-хаус в Дублине.
Конституция наделяет каждую палату собственным регламентом с возможностью налагать штрафы за его несоблюдение. Единственное и исключительное законодательное право закрепляется за членами парламента, как это предусмотрено в Конституции.
Первенство Дойл Эрен по отношению к Сенату признается в том, что всеобщие выборы в Сенат должны состояться не позднее чем через 90 дней после роспуска Палаты Представителей.
В вопросах законодательства Конституция предусматривает, что Сенат Эрен не может отложить на неопределенный срок принятие закона.
Законопроекты о внесении поправок в Конституцию и финансовое законодательство, могут быть внесены только после рассмотрения их в Палате Представителей (Дойл Эрен).
Сенат может дать рекомендации (не внося поправки) к финансовым законопроектам и они должны быть приняты в течение 21 дня, в то время как нефинансовые законопроекты — в течение 90 дней.
В дополнение к своей законотворческой работе, каждая палата может рассматривать и критиковать политику правительства и администрации. Однако Дойл Эрен является палатой, из которой правительство (исполнительная власть) формируется и за которое она несёт ответственность. Если правительство не в состоянии сохранить поддержку большинства членов Палаты Представителей (Дойл Эрен), то результатом этого может быть либо роспуск Палаты Представителей и всеобщие выборы, либо формирование правительства преемника.

## Роль и полномочия
Палаты имеют дополнительные полномочия в некоторых областях, например, освобождение от должности Председателя, судьи Верховного суда или Высшего суда и Генерального инспектора и аудитора, объявление и прекращения чрезвычайного положения, принятие законов и отмена нормативных актов (например, делегированных законодательных полномочий министров).
Сенат имеет первоочередные или исключительные полномочия в двух областях:
- сокращать время, в течение которого президент может подписать законопроект в качестве закона (так называемая «преждевременная подпись»);
- ходатайствовать президента отказаться подписать законопроект до принятия решения путём народного референдума (такие ходатайства требует поддержки большинства членов сената, не менее чем одной трети палаты).

## Комитеты
Палаты являются отдельными независимыми единицами политического устройства Ирландии. Тем не менее, в последние годы заседания, организованные в форме совместных (где депутаты обеих палат сидят и голосуют вместе), стали результатом того, что у палат появилась дополнительная возможность участвовать в некоторых парламентских проектах. Это включает в себя работу в области иностранных дел, европейских дел, ирландского языка, государственной промышленности, прав женщин, семейных дел, в области устойчивого развития и малого бизнеса, сферы услуг.

## Спикер Палаты Представителей и Спикер Сената
Спикер Палаты Представителей и Спикер Сената являются членами Государственного совета, который помогает и консультирует Президента по вопросам осуществления и выполнения им определённых полномочий, и вместе с главным судьей они составляют комиссию, которая, в случае отсутствия или временной, или постоянной нетрудоспособности Президента, замещает его.

## Телевидение и Эряхтас
Заседания палат и парламентских комитетов обязательно транслируются. Национальный канал, «Raidió Teilifís Éireann», показывает прямые трансляции важных событий вроде избрания Спикера Палаты Представителей, премьер-министра и других членов правительства, финансовые отчеты, формальные обращения Президента к палатам или его визит к главе правительства. Кроме того, «Raidió Teilifís Éireann» всегда в курсе всех новостей и политических изменений в парламентской деятельности (включая деятельность комитетов).

## Члены Дойл Эрен
Метод избрания в каждую палату различен. 160 членов Дойл Эрен (которые называются депутатами) избираются прямым народным голосованием. Голосовать могут граждане в возрасте с 18 лет. По закону, общие выборы в Дойл Эрен должны проводиться как минимум каждые 5 лет. Для избирательных целей, страна разделена на области, известные как избирательные округа, и обеспечивает необходимую связь между правительством и парламентом. Депутат может быть членом правительственной партии, оппозиционной партии, или он может остаться независимым. Главная функция депутатов — законотворческая деятельность. Конституция также предусматривает то, что правительство должно быть подотчётно Дойл Эрен и специально для этого существуют различные механизмы, которые используются для выполнения этой функции. Основные механизмы — это парламентские вопросы и ходатайства. Члены Дойл Эрен также проводят большое количество времени принимая и обрабатывая заявления от имени общественных групп.

## Сенаторы
Общие выборы в Сенат Эрен должны проводиться не позже, чем через 90 дней после роспуска Дойл Эрен. Сенат состоит из 60 членов, среди которых:
- 11 назначаются премьер-министром;
- 43 избираются пятью комиссиями, представляющими профессиональные интересы, а именно, культуру и образование, сельское хозяйство, интересы рабочих, промышленность и торговую и общественную администрацию;
- 6 избираются дипломированными специалистами из двух университетов: 3 — Ирландским национальным университетом, 3 — Дублинским Университетом.

В теории, Сенат Эрен не признаёт партийное разделение. Тем не менее, так как электорат для комиссии состоит из членов вновь избранного Дойл Эрен и уходящего в отставку Сената, совета графства и совета городка графства, состав Сенат Эрен, включая кандидатов от премьер-министра, имеет тенденцию отражать партийную силу в Дойл Эрен. На практике, сенаторы разделены на группы поддерживающих программу правительства и оппонирующих ей. Кроме того, Конституция предусматривает, что двое сенаторов могут быть членами правительства (это возможно дважды в 60 лет). Как и члены Дойл Эрен, главная функция сенаторов — законотворческая. Депутаты Дойл Эрен и сенаторы имеют возможность обсуждать деятельность правительства, формировать и рекомендовать изменения в его политике в объединённом комитете.

## Деятельность Эряхтаса
Основные функции палаты парламента:
- подготовка документов и недельных расписаний для Палаты Представителей и Сената;
- заседания палат;
- инициирование законопроектов и поправок;
- издание актов;
- проведение дебатов или обсуждений.